# Konrad Adenauer (Notar)

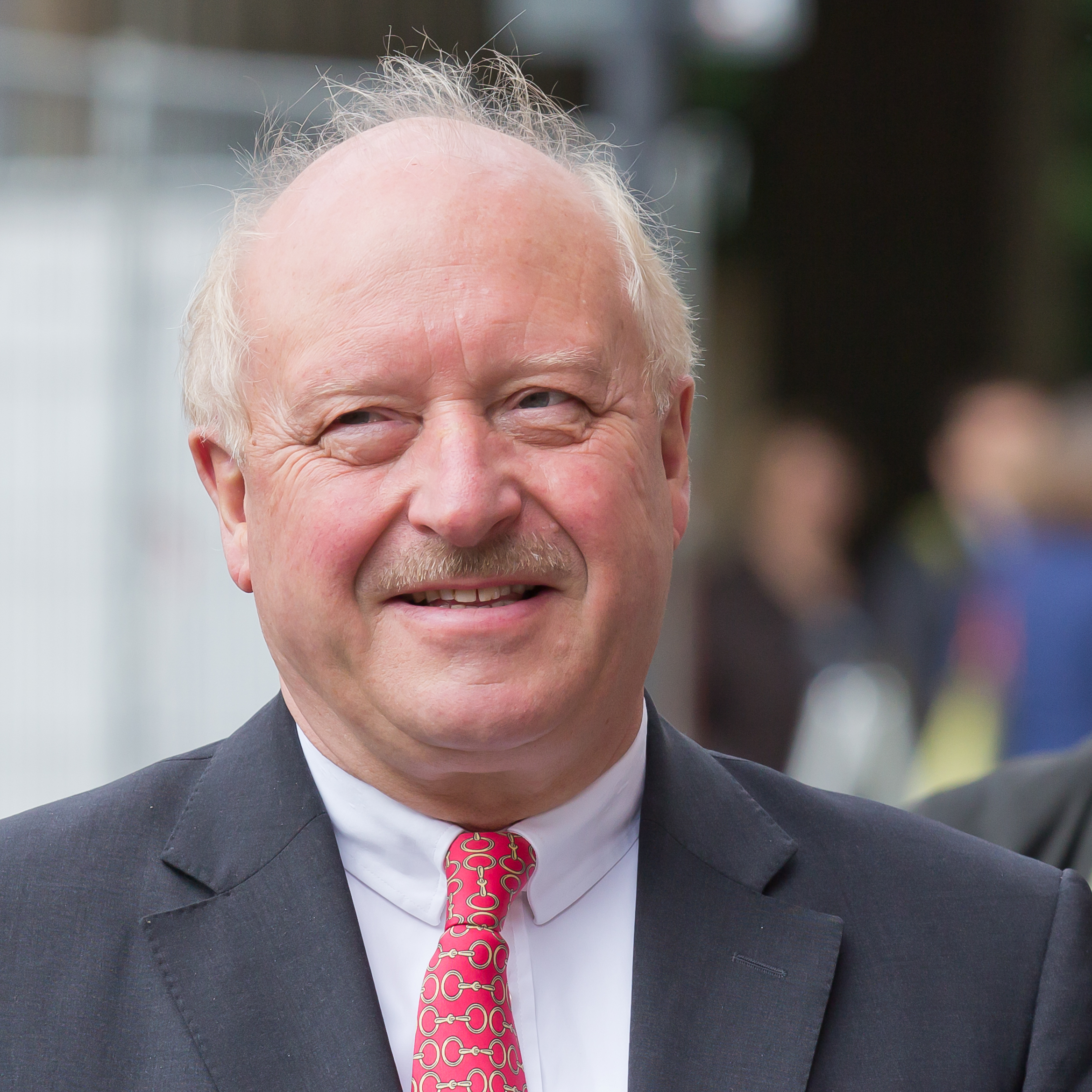
Konrad Adenauer, 2012

Konrad Paul Karl Adenauer (* 9. Januar 1945 in Honnef) ist ein deutscher Jurist und Vereinsfunktionär sowie ein Enkelsohn des ersten deutschen Bundeskanzlers Konrad Adenauer.

## Leben
Adenauer wurde als zweites Kind und ältester Sohn von Konrad Adenauer (1906–1993), dem ältesten Sohn des ersten deutschen Bundeskanzlers Konrad Adenauer, geboren. Gemeinsam mit den fünf Geschwistern wuchs er in Köln auf. Von 1980 bis 2015 war er in Köln als Notar tätig. Von 1994 bis 1999 war er für die CDU Mitglied des Rates der Stadt Köln und in dieser Zeit Vorsitzender des Kulturausschusses.
In den folgenden Stiftungen und Vereinen ist er ehrenamtlich als Vorsitzender oder im Vorstand tätig:
- Stiftung Bundeskanzler-Adenauer-Haus,
- Freundeskreis der Konrad-Adenauer-Stiftung,
- Archäologische Gesellschaft Köln e. V.,
- Freunde des Kölnischen Stadtmuseums e. V.,
- Gesellschaft für Rheinische Geschichtskunde,
- Rheinischer Verein für Rechtsgeschichte,
- Kölnischer Geschichtsverein,
- Deutschordens-Wohnstift Konrad Adenauer e. V.,
- Wissenschaftliche Vereinigung für den Deutschen Orden,
- Stegerwald-Stiftung,
- Freundeskreis Botanischer Garten Köln e. V.,
- Verein der Freunde und Förderer des Herzzentrums des Universitätsklinikums Köln.

Zudem ist Konrad Adenauer Gründungsmitglied der Freunde des Institut Français Köln und Vorstandsvorsitzender des Kölner Haus- und Grundbesitzerverein von 1888. Sein neuestes Engagement widmet sich dem Förderverein Römische Stadtmauer Köln.
Er ist Mitglied der katholischen Studentenverbindungen „Rappoltstein“ (Straßburg) Köln und „Asgard“ (Düsseldorf) Köln im Cartellverband der katholischen deutschen Studentenverbindungen (CV). Er heiratete seine Frau Petra (geb. Schwank) am 6. August 1979 in Köln.

## Ehrungen
- Verdienstkreuz am Bande des Verdienstordens der Bundesrepublik 2017
- Hanns-Schaefer-Preis 2024[6]